# اس/۲۰۰۳ جی ۱۸

نشونه

اس/۲۰۰۳ جی۱۸  (به انگلیسی: S/2003 J 18) از قمرهای طبیعی مشتری است. این قمر به وسیله تیمی از منجمان به سرپرستی برت جیمز گلدمن در سال ۲۰۰۳ میلادی کشف شد.
قطر این قمر حدود دو کیلومتر است و با فاصله متوسط ۱۹٬۸۱۳ مگامتر در ۵۶۹٫۷۲۸ روز، با حرکت مخالف گرد یک بار به دور مشتری می‌چرخد. انحراف آن ۱۴۷ درجه نسبت به دائرةالبروج(۱۴۹ درجه نسبت به استوای مشتری) و خروج از مرکز مدار آن ۰٫۱۵۷۰ است.
این قمر به گروه اننکه تعلق دارد که قمر‌های نامنظمی دارد که با حرکت مخالف گرد و فاصله بین ۱۹٫۳ و ۲۲٫۷ گیگا متر و انحراف تقریباً ۱۵۰درجه بدور مشتری می‌چرخند.